# Oakland Athletics
Gli Athletics, noti fino al 2024 come Oakland Athletics, sono una franchigia professionistica della Major League Baseball; sono membri della Western Division dell'American League e, dal 2025, disputano le proprie partite casalinghe a West Sacramento, California.
Una delle otto franchigie fondatrici della American League, nacquero a Filadelfia, in Pennsylvania, nel 1900 come Philadelphia Athletics. Vinsero tre World Series dal 1910 al 1913 e due consecutive nel 1929 e 1930. Il proprietario della squadra per i suoi primi cinquant'anni fu Connie Mack e tra le sue file militarono membri della Hall of Fame come Chief Bender, Frank "Home Run" Baker, Jimmie Foxx e Lefty Grove.
La squadra si trasferì a Kansas City nel 1955, divenendo i Kansas City Athletics, prima di spostarsi ad Oakland nel 1968. Lì vinsero tre titoli delle World Series consecutivi dal 1972 al 1974, guidati da giocatori come Catfish Hunter, Reggie Jackson, Rollie Fingers e l'eccentrico proprietario Charlie O. Finley. Dopo essere stati venduti da Finley a Walter A. Haas jr., la squadra vinse tre titoli della American League consecutivi e le World Series del 1989 guidata dai "Bash Brothers", José Canseco e Mark McGwire, oltre che dagli Hall of Famer Dennis Eckersley e Rickey Henderson.
Il film L'arte di vincere, e il libro su cui è basato, mostra come gli A's sono stati in grado di essere competitivi malgrado le scarse disponibilità finanziarie.

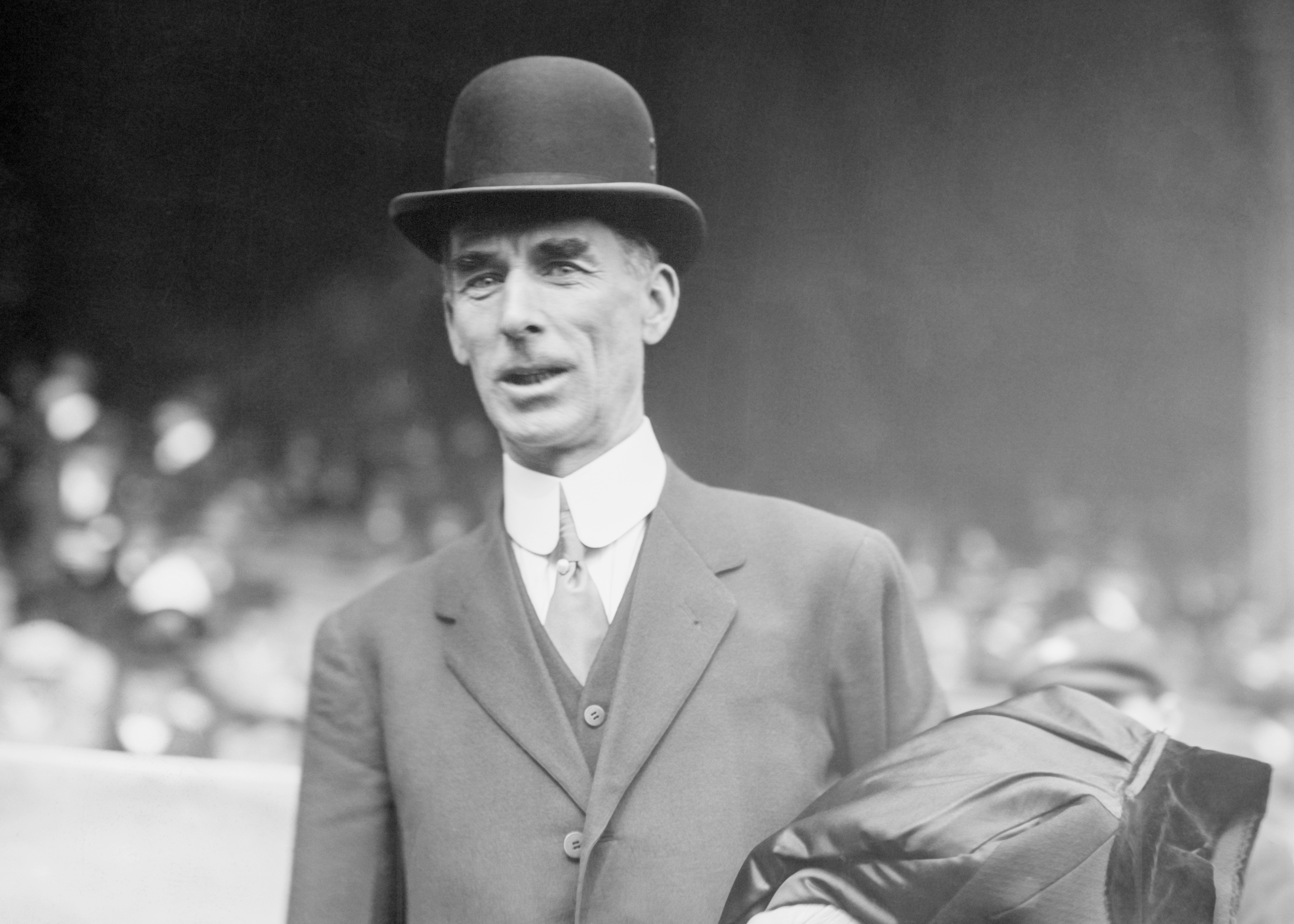
Il leggendario manager Connie Mack (1911)

## Storia

### Philadelphia Athletics (1901-1954)
Gli Athletics nacquero nel 1901 a Filadelfia quando fu fondata la American League da Ban Johnson. Connie Mack fu assunto come nuovo manager della squadra dove rimase quasi per mezzo secolo. Con lui gli Athletics vinsero le World Series nel 1910, 1911, 1913, 1929 e 1930.
Il 12 ottobre 1954 la società fu venduta ad Arnold Johnson che nel 1955 decise di trasferire la squadra nella città di Kansas City.

### Kansas City Athletics (1955-1967)
Il trasferimento a Kansas City riguardò soprattutto un aspetto finanziario a favore della società degli Athletics che prevedeva la presenza minima allo stadio di 1.000.000 di persone: nella prima stagione furono 1.393.054, superati solo dai New York Yankees e dai Milwaukee Brewers.
Johnson non si limitò solo al patto finanziario con la città, ma stipulò un accordo che prevedeva lo scambio di giocatori di alto livello con i New York Yankees. Uno dei casi più celebri riguardò Roger Maris che, prima di firmare nel 1960 con gli Yankees, giocò una stagione con gli Athletics.
Il 19 dicembre 1960 Charlie Finley rilevò la società da Johnson per via degli scarsi risultati raggiunti, comprese quattro stagioni con più di 100 sconfitte, mentre gli spettatori erano scesi a 600.000 negli ultimi anni.
Finley individuò come futura sede la città di Oakland, in California, e il 18 ottobre 1967 ottenne la possibilità di trasferire la squadra.

### Oakland Athletics (1968-2024)

#### Anni '60 e '70

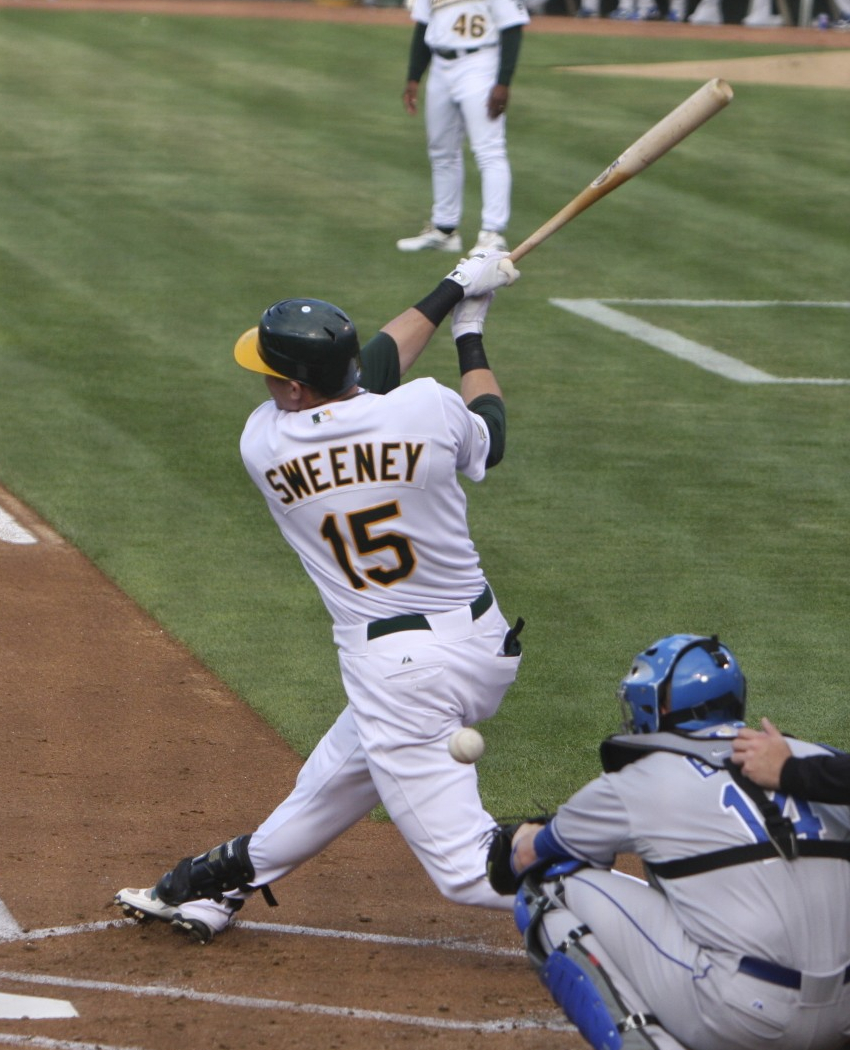
Ryan Sweeney con la maglia odierna degli Athletics

Gli Oakland Athletics fecero il loro debutto allo stadio Alameda County Coliseum (stadio condiviso con la squadra di football americano degli Oakland Raiders).
Il giorno 8 maggio 1968 il lanciatore degli Athletics Catfish Hunter realizzò una partita perfetta (la precedente nella American League risaliva al 1922).
Sotto la guida del nuovo manager Bob Kennedy, nel 1968 gli Athletics, alla loro prima stagione in California, raggiunsero 82 vittorie e 80 sconfitte ottenendo il primo risultato stagionale positivo dal 1952.
Nel 1969 e nel 1970 si classificarono primi della propria divisione, nel 1971 raggiunsero i playoff (mancavano dal 1931) ma furono battuti dai futuri campioni dei Baltimore Orioles
Nel 1972 arrivò la vittoria nelle World Series contro i Cincinnati Reds per 4-3. Nel 1973 e nel 1974 si ripeterono per due volte consecutive grazie soprattutto a giocatori che poi sarebbero entrati nella Hall of Fame come Reggie Jackson, Sal Bando, Joe Rudi, Catfish Hunter e Rollie Fingers. Nel 1975 l'avventura degli Athletics si concluse contro i Boston Red Sox.
Successivamente l'equilibrio della squadra fu stravolto dall'entrata in vigore della nuova regola dei free agent. Nel 1979 la squadra concluse la stagione con un bilancio di 54 vittorie e 108 sconfitte e un'affluenza allo stadio di 3.787 spettatori a partita classificandosi in entrambe le categorie ultima della Major League Baseball.

#### Anni '80 e '90
All'inizio degli anni ottanta, grazie all'ingresso del nuovo GM Billy Marin, le sorti della squadra si risollevarono.
Successivamente, con l'arrivo del dirigente Tony La Russa, la squadra si qualificò ai playoff dal 1988 al 1992 vincendo le World Series nel 1989 contro i San Francisco Giants. La serie contro i Giants nel derby della California rimase famosa anche per le violenti scosse di terremoto registrate durante la serie di finale.

#### Ultimi anni

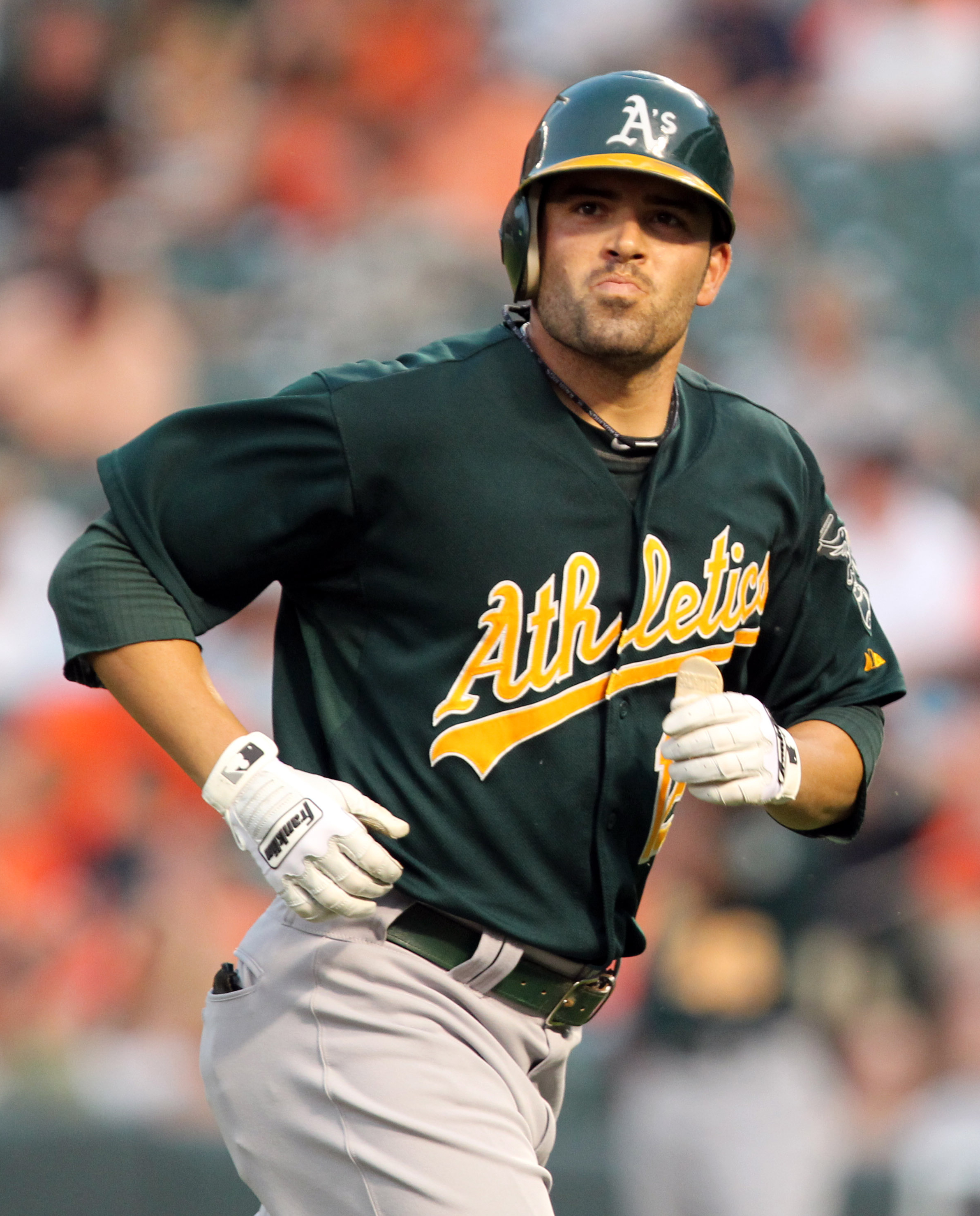
David DeJesus con la maglia degli Oakland Athletics nel 2011

Negli anni del nuovo millennio, gli Athletics hanno avuto fra le proprie file giocatori come Nick Swisher e l'ex MVP del 2004 Miguel Tejada senza però tornare ai fasti degli anni precedenti.
Il 9 maggio 2010, contro i Tampa Bay Rays, il lanciatore degli Athletics Dallas Braden ha realizzato la 19ª partita perfetta nella storia della MLB.

### Athletics (2025-presente)
Gli A's hanno lasciato Oakland dopo la stagione 2024, giocando le stagioni 2025, 2026 e 2027 a West Sacramento (California) per poi trasferirsi definitivamente a Las Vegas per la stagione del 2028.

## Giocatori importanti

### Membri della Baseball Hall of Fame
| Come Philadelphia Athletics |      |              |      |
| Giocatore                   | Anno | Giocatore    | Anno |
| Home Run Baker              | 1955 | Waite Hoyt   | 1969 |
| Chief Bender                | 1953 | George Kell  | 1983 |
| Ty Cobb                     | 1936 | Nap Lajoie   | 1937 |
| Mickey Cochrane             | 1947 | Connie Mack  | 1937 |
| Eddie Collins               | 1939 | Herb Pennock | 1948 |
| Jimmy Collins               | 1945 | Eddie Plank  | 1946 |
| Stan Coveleski              | 1969 | Al Simmons   | 1953 |
| Elmer Flick                 | 1963 | Tris Speaker | 1937 |
| Nellie Fox                  | 1997 | Rube Waddell | 1946 |
| Jimmie Foxx                 | 1951 | Zack Wheat   | 1959 |
| Lefty Grove                 | 1947 |              |      |

| Come Kansas City Athletics |      |                |      |
| Giocatore                  | Anno | Giocatore      | Anno |
| Luke Appling               | 1964 | Tommy Lasorda  | 1997 |
| Lou Boudreau               | 1970 | Satchel Paige  | 1971 |
| Whitey Herzog              | 2010 | Enos Slaughter | 1985 |

| Come Oakland Athletics |      |                |      |
| Giocatore              | Anno | Giocatore      | Anno |
| Orlando Cepeda         | 1999 | Tony La Russa  | 2014 |
| Dennis Eckersley       | 2004 | Willie McCovey | 1986 |
| Rollie Fingers         | 1992 | Joe Morgan     | 1990 |
| Goose Gossage          | 2008 | Don Sutton     | 1998 |
| Rickey Henderson       | 2009 | Frank Thomas   | 2014 |
| Catfish Hunter         | 1987 | Billy Williams | 1987 |
| Reggie Jackson         | 1993 | Dick Williams  | 2008 |

Nota
I giocatori in grassetto sono riprodotti nella Hall of Fame con la divisa degli Athletics.

### Numeri ritirati
| Reggie Jackson OF Ritirato nel 2004 | Rickey Henderson OF Ritirato nel 2009 | Catfish Hunter P Ritirato nel 1991 | Rollie Fingers P Ritirato nel 1993 | Dave Stewart P Ritirato nel 2022 | Dennis Eckersley P Ritirato nel 2005 | Walter A. Haas Jr. Propr. Ritirato nel 1995 | Jackie Robinson - Ritirato da MLB nel '97 |

### Record Stagionali
- Miglior media in battuta: .426, Nap Lajoie (1901)
- Maggior numero di punti: 152, Al Simmons (1930)
- Maggior numero di valide: 253, Al Simmons (1925)
- Miglior % slugging: .749, Jimmie Foxx (1932)
- Maggior numero di doppi: 53, Al Simmons (1926)
- Maggior numero di tripli: 21, Frank Baker (1912)
- Maggior numero di fuoricampo: 58, Jimmie Foxx (1932)
- Maggior numero di grandi slam: 4, Jason Giambi (2000)
- Maggior numero di punti battuti a casa: 169, Jimmie Foxx (1932)
- Maggior numero di basi rubate: 130, Rickey Henderson (1982)
- Maggior numero di vittorie: 31, Jack Coombs (1910) e Lefty Grove (1931)
- Minore media PGL: 1.30, Jack Coombs (1910)
- Strikeout: 349, Rube Waddell (1904)
- Gare complete: 39, Rube Waddell (1904)

## Affiliate nella Minor League
| Livello | Team               | League                  | Luogo                             |
| ------- | ------------------ | ----------------------- | --------------------------------- |
| AAA     | Las Vegas Aviators | Triple-A West           | Las Vegas, Nevada                 |
| AA      | Midland RockHounds | Double-A Central        | Midland, Texas                    |
| A+      | Lansing Lugnuts    | High-A Central          | Lansing, Michigan                 |
| A-      | Stockton Ports     | Low-A West              | Stockton, California              |
| Rookie  | ACL Athletics      | Arizona Complex League  | Mesa, Arizona                     |
| Rookie  | DSL Athletics      | Dominican Summer League | Boca Chica, Repubblica Dominicana |